# CKTV
『CKTV』は、C&Kの2枚目のインディーズミニアルバムである。2009年2月25日に発売。発売元はVillage Again Association。同アルバム収録曲の「続→60億分の1」はiTunes配信のレゲエチャートで1位を獲得している。

## 収録曲
1. 続→60億分の1
リードトラック
九州男のメジャー1stシングル「1/6000000000 feat. C&K」の続編。
2. DANCE☆MAN (WOKKY WOKKY×BOGGIE WOGGIE)
「続→60億分の1」と同じリードトラック
テレビ朝日系 「Future Tracks→R」 3月度エンディングテーマ
3. C&K
4. winter tainer
TBS系列「格闘王」 1月〜3月エンディングテーマ
5. DANCE HALL
6. 歩きだせ
7. 雨のち晴れ